# 복권 (갑옷)

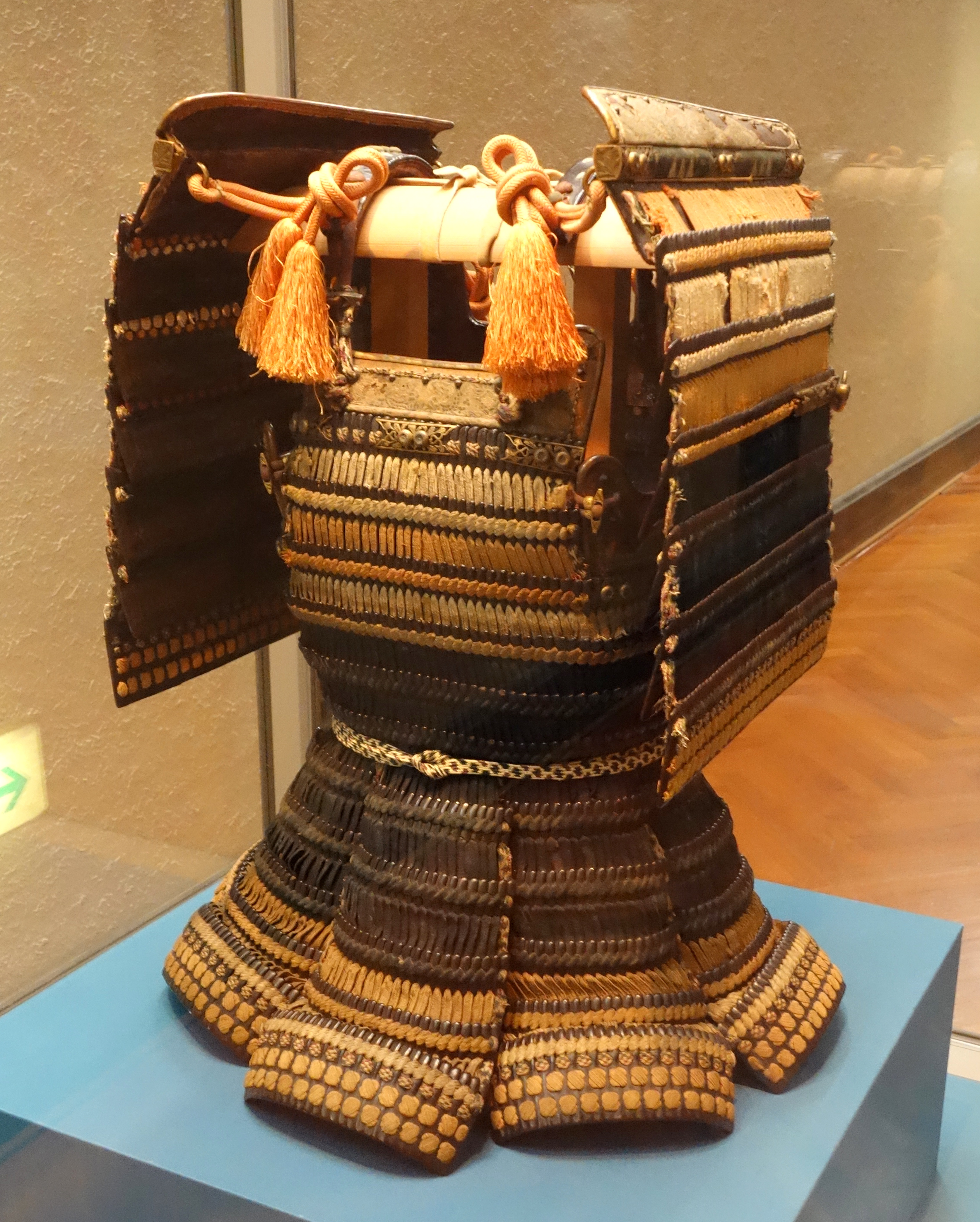

복권(일본어: 腹巻 하라마키[*])는 가마쿠라 후기 무렵에 발생한 경갑옷이다. 복당이 진화한 것으로 생각되고 있다. 대개와 비교해 가볍고 간편한 구조로, 허리가 가늘고 몸에 밀착되는 보병전에 적합한 구조이다. 때문에 원래는 신분이 낮은 도보 무사가 착용했으며, 투구와 팔 방어구는 없는 경무장이었다. 그러다 난보쿠초 시대부터 보병전이 증가하면서 그 운동성을 높이 사 점차 상급 기마무사들도 착용하게 되고 팔 보호대도 추가되었다. 무로마치 시대에 동환과 함께 갑옷의 주류가 되었으나 아즈치모모야마 시대에는 당세구족이 등장함으로써 퇴색한다.